# Раковський Олександр Сергійович
Олекса́ндр Сергі́йович Рако́вський — старшина Збройних Сил України, учасник російсько-української війни, що загинув у ході російського вторгнення в Україну в 2022 році.

## Життєпис
Народився 2 липня  1993 року в селі Висока Піч (з 2020 року — Тетерівська сільська громада) Житомирського району Житомирської області.
Закінчив місцеву загальноосвітню школу, вступив до Житомирського ПТУ№ 6. Тут він здобув професію електрозварювальника. Декілька років працював за професією.
З початком війни на сході був призваний на військову службу до ЗС України. Починаючи з 2014 року, неодноразово перебував на Донбасі у складі АТО та ООС. Служив у 26-й артилерійській бригаді, якій у травні 2019 року присвоєно ім'я генерал-хорунжого Романа Дашкевича. У 2016 році перевівся до 95-ї окремої десантно-штурмової бригади в місті Житомир. У червні 2020 році звільнився з військової служби.
З початком повномасштабного російського вторгнення в Україну перебував на передовій у складі 95 ОДШБр. Старшина військової служби за контрактом.
Загинув вранці 7 березня 2022 року внаслідок авіаудару в боях на Київщині. Чин прощання із загиблим проходив 13 березня 2022 року в рідному селі Тетерівської сільської громади на Житомирщині. Разом із ним також були поховані земляки — старший лейтенант Олександр Шеров та старший солдат Тарас Іваницький, які загинули разом.

## Нагороди
- Орден «За мужність» III ступеня (2022, посмертно) — за особисту мужність і самовіддані дії, виявлені у захисті державного суверенітету та територіальної цілісності України, вірність військовій присязі[4].
- Відзнака 26-та окрема артилерійська бригада імені генерала-хорунжого Романа Дашкевича
- Медаль «За взірцевість у військовій службі»
- Медаль «Учасник АТО»
- Медаль «Учасник АТО»
- Медаль «20 років високомобільні десантні війська України. Ніхто крім нас!»
- Медаль «95 Окрема десантно-штурмова бригада»